# Bergelmir
En la mitología nórdica, Bergelmir era un Jotun, hijo de Thrudgelmir y nieto de Ymir, el primer gigante de la escarcha. Él y su esposa fueron los únicos gigantes que sobrevivieron la inundación provocada por la sangre del abuelo de Bergelmir, Ymir, cuando fue asesinado por los hijos de Bor (Odín, Vili y Ve). Ambos se arrastraron al tronco hueco de un árbol y sobrevivieron, luego fundaron una nueva raza de gigantes de la escarcha.
- Datos: Q266233